# Aglaodiaptomus dilobatus
Aglaodiaptomus dilobatus är en kräftdjursart som först beskrevs av M. S. Wilson 1958.  Aglaodiaptomus dilobatus ingår i släktet Aglaodiaptomus och familjen Diaptomidae. Inga underarter finns listade i Catalogue of Life.